# Людвіг Гольштейн-Ледреборг
Йоган Людвіг Карл Кристіан Тідо граф Голштейн тіль Ледреборг (дан. Ludvig Holstein-Ledreborg; 10 червня 1839 — 1 березня 1912) — данський політик, нащадок Йогана Людвіга Голштейн-Ледреборга, який обіймав посаду Державного міністра Данії з 1735 до 1751 року. Був головою Ради Данії упродовж двох місяців восени 1909 року. У жовтні того ж року очолював міністерство оборони

## Глава уряду
Після виборів до фолькетінгу 1909 парламентарям не вдалось сформувати більшість, тому Клаус Бернтсен запропонував королю Фредеріку VIII кандидатуру Гольштейна, яка мала стати компромісною між ліберальними партіями, представленими у законодавчому органі. Навколо нового прем'єра об'єднались три ліберальні групи, створивши першу коаліцію в історії парламентаризму Данії. Гольштейн запросив до уряду Єнса Кристінсена як міністра оборони, Нільса Неєргарда як міністра фінансів та Клауса Бернтсена як міністра юстиції. Йому вдалося досягти компромісу в питаннях оборони, який задовольнив лібералів та був прийнятним для Гьойре.
За два місяці консервативні члени фолькетінгу закликали до висловлення вотуму недовіри до уряду, але та спроба зазнала поразки. Невдовзі до подібної спроби вдались радикальні демократи. Недовіру було висловлено в результаті першого ж голосування. Усунення уряду в результаті голосування парламенту також сталося вперше в історії Данії. Формування нового уряду було доручено радикалам, які поставили питання про недовіру.

## Особисте життя
Голштейн прийняв католицьку віру 1867 року, в результаті чого він став першим, і на теперішній час єдиним, прем'єр-міністром — католиком у Данії